# Янтра (Великотырновская область)
Янтра (болг. Янтра) — село в Болгарии. Находится в Великотырновской области, входит в общину Горна-Оряховица. Население составляет 597 человек (2022).

## Политическая ситуация
В местном кметстве Янтра, в состав которого входит Янтра, должность кмета (старосты) исполняет Владимир Русев Илиев (Порядок, законность и справедливость (РЗС)) по результатам выборов правления кметства.
Кмет (мэр) общины Горна-Оряховица — Йордан Стефанов Михтиев (Граждане за европейское развитие Болгарии (ГЕРБ)) по результатам выборов.